# Walter Sutton
Walter Sutton (phiên âm quốc tế: /wɔːltə ˈsʌtn/, phiên âm Việt: Oan-tơ Sa-tân) là một bác sĩ người Hoa Kỳ, cùng với Theodor Boveri được suy tôn là sáng lập nên học thuyết di truyền nhiễm sắc thể. Học thuyết này thuộc lĩnh vực Di truyền học, nên người ta cũng gọi ông là nhà di truyền học.

## Tiểu sử và sự nghiệp
Ông sinh ngày 5 tháng 4 năm 1877, tại Utica (New York), có tên đầy đủ là Walter Stanborough Sutton (viết tắt: W.S.Sutton). Cha ông là William Bell Sutton, còn mẹ ông là Agnes Black Sutton có bảy người con, mà W.S.Sutton là con trai thứ năm. Ông bà Sutton chuyển gia đình từ New York đến Kansas, nơi gia đình có một trang trại mà phần lớn tuổi thơ của W.S.Sutton đã diễn ra ở đây, được kể lại là một cậu bé hay khám phá và sửa chữa máy móc.
- W.S.Sutton tốt nghiệp trung học ở trường Russell County (thuộc Kansas). Năm 1896, ông thi đỗ vào trường Đại học kỹ thuật Kansas ở Lawrence do sở thích về thiết bị máy móc. Tuy nhiên, cái chết của em trai John (năm 1897) vì bệnh sốt phát ban, cùng lời khuyên của gia đình có thể xem là động lực làm cho W.S.Sutton chuyển sang Y khoa.[4]
- Mùa thu năm 1897, Sutton chuyển sang học ngành Y và tốt nghiệp đại học Y chỉ sau 3 năm (1900). Một năm sau, ông nhận bằng thạc sĩ Y học tại Đại học Kansas, dưới sự hướng dẫn của Clarence E. McClung (1870-1946) làm ở ngành Y khoa nhưng vốn là nhà động vật học nghiên cứu về nhiễm sắc thể và đã có công trình về nhiễm sắc thể X. Luận văn thạc sĩ của W.S.Sutton vào đầu năm 1901 cũng là tác phẩm đầu tiên xuất bản có nhan đề: "The Spermatogonial Division of Brachystola magna (Phân chia tạo tinh ở Brachystola magna) là thành tựu nghiên cứu về bộ nhiễm sắc thể của một loài châu chấu có tinh hoàn lớn, giúp người ta dễ quan sát các nhiễm sắc thể và hoạt động của chúng.
Sau đó giáo sư McClung thuyết phục được W.S.Sutton làm luận án tiến sĩ tại Đại học Columbia ở New York. Ở đây, ông bắt đầu làm việc với nhà Sinh học tế bào Edmund Beecher Wilson từ mùa thu năm 1901. Do đã nghiên cứu về châu chấu B. magna nên W.S.Sutton tiếp tục nghiên cứu đối tượng này. Chỉ một năm sau (1902), ông cho xuất bản bài báo nhan đề "Morphology of the Chromosome Group in Brachystola magna" (Hình thái học bộ nhiễm sắc thể của châu chấu B. magna). Năm 1903, W.S.Sutton (lúc này mới 26 tuổi) cho xuất bản tác phẩm thứ ba là một bài báo nhan đề: "The Chromosomes in Heredity" (Nhiễm sắc thể trong sự di truyền). Tác phẩm này được xem là bản khai sinh Học thuyết di truyền nhiễm sắc thể.[5]
- Mùa hè năm 1903, W.S.Sutton ngừng nghiên cứu Phôi học để làm việc trong các mỏ dầu ở Kansas giúp ngân sách cho trường đại học Y. Năm 1905, ông trở về học tiếp ở trường Y học Columbia, nhận bằng MD (Medicinae Doctor, nay gọi là tiến sĩ y khoa) vào năm 1907, rồi làm việc tại Bệnh viện Roosevelt ở New York với tư cách bác sĩ phẫu thuật. Hai năm sau, ông trở về thành phố Kansas, làm phó giáo sư khoa Phẫu thuật từ năm 1907 đến năm 1915 tại Đại học Kansas có liên kết với Bệnh viện Bell Memorial Hosptial (nghĩa là bệnh viện thực hành của trường đại học).
- Năm 1911, theo chính sách của chính phủ Hoa Kỳ thời đó, ông là Trung úy dự bị của Lực lượng dự trữ quân đội quốc gia. Do đó, năm 1915 - khi Chiến tranh thế giới thứ nhất đã nổ ra, trung uý Sutton tham gia quân đội với tư cách Giám đốc phẫu thuật của Đội quân y thuộc quân đoàn Harry Paine Whitney, công tác tại mặt trận Pháp. Tuy chỉ 4 tháng ở mặt trận này, nhưng ông đã tiến hành cứu chữa nhiều người bị thương. Ngày 26/6/1915 ông trở về Hoa Kỳ tiếp tục công việc của một bác sĩ dân y. Tuy nhiên, chỉ 5 tháng sau: ngày 6 tháng 11 năm 1916, W.S.Sutton bị vỡ ruột thừa do viêm ruột thừa cấp và bốn ngày sau đó (10/11/1916) qua đời ở tuổi ba mươi chín, tại thành phố Kansas (thuộc Kansas).[2]
Năm 1917, gia đình, đồng nghiệp và bạn bè của ông cùng xây dựng và phát hành một cuốn sách nhan đề "Walter Stanborough Sutton", trong đó bao gồm tiểu sử, một số bài tiểu luận và cuộc sống, công việc của W.S.Sutton lúc sinh thời.[6]

## Cống hiến
Ngoài đóng góp cho cộng đồng về Y học, chế tạo thiết bị khai thác dầu mỏ, W.S.Sutton được nhắc đến nhiều nhất trong giới khoa học bởi đã sáng lập Học thuyết di truyền nhiễm sắc thể.  
- Trong tác phẩm đầu tiên của mình, W.S.Sutton đã nêu rõ cơ chế phân bào và quá trình hình thành tinh trùng ở châu chấu B. magna. Ông mô tả mỗi tế bào xôma luôn chứa hai nhiễm sắc thể trong đó 1 của cha và 1 của mẹ, từ đó tạo nên một bộ nhiễm sắc thể. Ông còn cho rằng bộ nhiễm sắc thể này mà con cái nhận được là một tập hợp ngẫu nhiên các nhiễm sắc thể của đời trước truyền cho. Thật đáng ngạc nhiên là hơn 100 năm trước mà đã có kết luận hoàn toàn phù hợp với cơ chế phân li độc lập và tổ hợp ngẫu nhiên như trong Sinh học hiện đại vậy, nhưng lại khác với quan niệm khoa học đương thời.
- Trong các tác phẩm tiếp theo, ông giả thuyết rằng mỗi nhiễm sắc thể là một thực thể vật lý mang một tập hợp các nhân tố quy định các đặc điểm cụ thể phù hợp với tiên đoán của Mendel. Ông cũng cho rằng mỗi cặp nhiễm sắc thể mang một cặp nhân tố Mendel, nhưng chỉ một được thể hiện mà Mendel đã gọi là trội và W.S.Sutton ủng hộ các định luật Mendel.[7]

Công trình của ông là nền tảng của học thuyết di truyền nhiễm sắc thể, cũng như là cơ sở của Di truyền học hiện đại. Năm 2002, nhiều nơi trên Hoa Kỳ đã tổ chức 100 năm ngày ra đời học thuyết di truyền nhiễm sắc thể cũng như cống hiến cá nhân của W.S.Sutton cho khoa học thế giới.